# 熱帶風暴瓦爾道
熱帶風暴瓦爾道是1998年太平洋颱風季第8個獲得命名的熱帶氣旋，其在9月登陸近畿地方並同與翌日登陸的颱風維琪共同對當地造成了破壞。

## 氣象歷史
此系統於1998年9月20日在沖之鳥島以北海域形成，並在同日北移至和歌山縣田邊市附近登陸，隨後在紀伊半島上空向北移動，並於翌日在滋賀縣北部附近減弱為熱帶性低氣壓，最終於22日進入富山灣並在北日本附近消散。在此系統登陸後的第二天，較早形成的颱風維琪也在紀伊半島登陸。
此系統的生成年份與1975年太平洋颱風季同為9月才生成第8個獲得命名熱帶氣旋的年份，而此系統亦是西北太平洋史上最晚生成的第8個熱帶氣旋。

## 影響
受此系統及颱風維琪的影響，以四國東部、紀伊半島、東海地方為中心出現暴雨，和歌山縣古座川町西川的最大降雨量達557毫米，亦有多處測得300至500毫米的降雨量。除此之外，其與颱風維琪經過之處都出現暴風，和歌山縣和歌山市測得每秒32.4公尺的風速（瞬間最大風速達每秒50.0公尺），三重縣津市測得每秒29.8公尺的風速（瞬間最大風速達每秒48.0公尺），上野市測得每秒25.9公尺的風速（瞬間最大風速達每秒56.4公尺），並於22日在靜岡縣石廊崎觀測到7.37公尺的有義波高。
此系統和颱風維琪除了造成18人罹難、569人受傷外，還有21,165棟房屋受損及8,692棟房屋被淹。

## 釋義
1. ↑  一序列波浪觀測值中，依波高大小順序排列，取較大1/3個波高之平均值稱為「有義波高」[4]。

## 外部連結
- （日語）日本氣象廳：台風第８・７号（災害をもたらした気象事例） （页面存档备份，存于）
- （日語）國立情報學研究所：デジタル台風：台風199808号（WALDO）- 総合情報（気圧・経路図） （页面存档备份，存于）
- （日語）NHK災難檔案館：台風8/7号　1998年（平成10年）9月22日～23日 （页面存档备份，存于）